# 弗朗西斯·斯佩恩
弗朗西斯·斯佩恩（英語：Francis Spain，1909年2月17日—1977年6月23日），美国男子冰球运动员，场上位置是前锋。他曾代表美国国家队参加1936年冬季奥林匹克运动会冰球比赛，获得一枚铜牌。